# Tatjana Avšič Županc
Tatjana Avšič Županc, slovenska mikrobiologinja in akademičarka * 11. julij 1957, Brežice.
Leta 1982 je diplomirala na Biotehniški fakulteti v Ljubljani, opravila 1989 specializacijo iz medicinske mikrobiologije in doktorirala 1991 na Medicinski fakulteti v Ljubljani. Specializirala se je v Belgiji in Združenih državah Amerike. Leta 1999 je bila izvoljena za izredno, 2004 za redno profesorico za področje mikrobiologije in imunologije na Medicinski fakulteti v Ljubljani.   
1989–2003 je vodila Laboratorij za serološko diagnostiko virusov in rikecij na Inštitutu za mikrobiologijo in imunologijo Medicinske fakultete v Ljubljani, kjer je uvedla številne nove diagnostične metode, od 2003 pa je vodja Laboratorija za diagnostiko zoonoz in  vodja centra Svetovne zdravstvene organizacije (WHO) na omenjenem inštitutu, ki se posveča dokazovanjem virusnih okužb ter bakterijskih zoonotičnih agensov z uporabo tradicionalnih in sodobnih metod, ki jih uvaja v diagnostiko. Leta 1996 je WHO imenovala laboratorij Tatjane Avšič-Županc za svoj referenčni center, ki je zaradi uspešnega delovanja leta 2001 postal del svetovne mreže.  
Odkrila je virus Dobrava (prvi odkriti virus na ozemlju Slovenije), proučila njegovo strukturo in dednino ter dognala, da se razlikuje od drugih hantavirusov. Njene raziskave so usmerjene v preučevanje naravnih žarišč hemoragične mrzlice z renalnim sindromom v Sloveniji in v preučevanje biologije hantavirusov, ki so povzročitelji te okužbe. Prav tako je s sodelevci prva na svetu dokazala povzročitelja mikrocefalije pri otrocih, virus Zika.  
Sama ali s sodelavci je objavila več 100 del, ki so bila citirana več kot 1500-krat.
Leta 1999 je za vrhunske znanstvene dosežke prejela Zoisovo nagrado,  2003 je prejela tudi nagrado Ruske akademije medicinskih znanosti "100 years of Virology". Leta 2007 je bila izvoljena za izredno in 2015 za redno članico SAZU; tajnica IV. razreda (za naravoslovne vede) SAZU je bila 2017-13, od 1. junija 2023 je podpredsednica SAZU za naravoslovne, tehnične in biomedicinske vede. 
Leta 2017 postala častna občanka Občine Brežice.
V mandatu od 13. julija 2015 do 13. julija 2020 je bila članica Znanstvenega sveta ARRS.

## Izbrana bibliografija
- Antigenske lastnosti hantavirusa dobrava in njegova patogenost : doktorska disertacija (COBISS)
- Splošna medicinska virologija (COBISS)
- Dobrava virus RNA load in patients who have hemorrhagic fever with renal syndrome (COBISS)
- Hantavirus genomic variation and disease distribution (COBISS)
- Mlakar J, Korva M, Tul N, Popović M, Poljšak-Prijatelj M, Mraz J, Kolenc M, Resman Rus K, Vesnaver Vipotnik T, Fabjan Vodušek V, Vizjak A, Pižem J, Petrovec M, Avšič Županc T. Zika Virus Associated with Microcephaly. N Engl J Med 2016 feb 10